# Hoelsand
Hoelsand is een plaats in de Noorse gemeente Sunndal, provincie Møre og Romsdal. Hoelsand telt 373 inwoners (2007) en heeft een oppervlakte van 0,22 km².